# West Knoyle
West Knoyle – wieś i civil parish w Anglii, w hrabstwie Wiltshire. W 2011 civil parish liczyła 146 mieszkańców.